# 博戈羅季欽
48°43′12″N 25°1′41″E / 48.72000°N 25.02806°E
博戈羅季欽（烏克蘭語：Богородичин），是烏克蘭的村落，位於該國西部伊萬諾-弗蘭科夫斯克州，由科洛梅亞區負責管轄，面積18.02平方公里，2001年人口450，人口密度每平方公里25.0人。